# Gorno-Altaisk

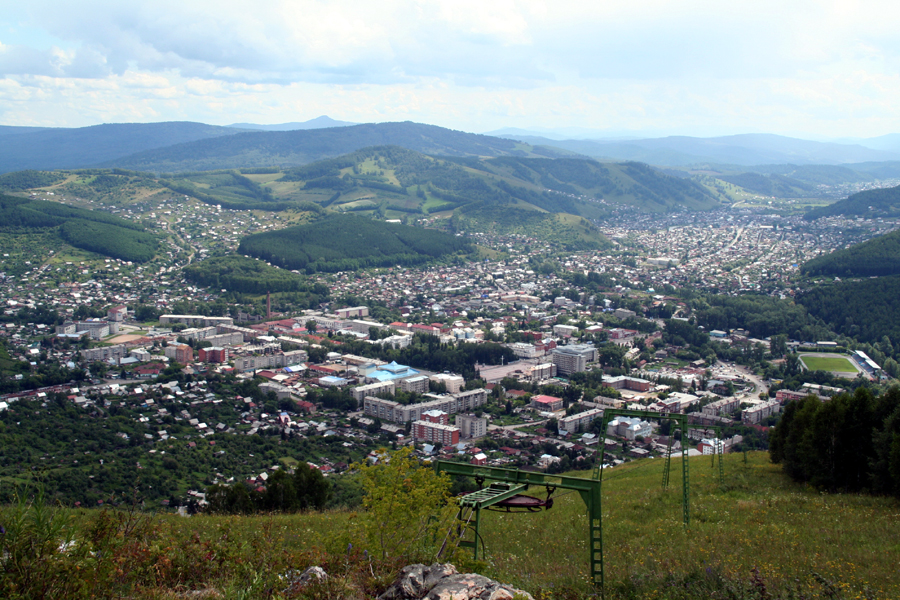
Priveliște o orașului

Gorno-Altaisk (în rusă. Горно-Алтайск) este un oraș din Republica Altai, Federația Rusă, cu o populație de 53.538 locuitori.
1. ↑  OKTMO